# Серебряный самурай
«Сере́бряный самура́й» (2007) — художественный фильм Владимира Котта в жанре триллера. Премьера состоялась 13 июня 2008 года.

## Сюжет
В музее Ораниенбаума произошло два убийства: сначала погиб один из охранников, а затем бизнесмен, решивший отметить день рождения на территории музея. Вскоре погибает и жена бизнесмена. Сотрудник музея Андрей Панин думает, что убийства связаны с легендой о серебряных самураях — двух статуэтках, принадлежавших императору Петру III. Параллельно рассказывается история о жизни Петра III накануне свержения его с престола.

## В ролях
| Актёр               | Роль                              |
| ------------------- | --------------------------------- |
| Даниил Спиваковский | Пётр III                          |
| Сергей Юшкевич      | Андрей Панин / адъютант Петра III |
| Семён Фурман        | Даиров                            |
| Ирина Гринёва       | Ирина Даирова                     |
| Карина Разумовская  | Надя                              |
| Татьяна Колганова   | Лиза                              |
| Виктор Раков        | Рогачёв                           |
| Иван Краско         | Бобошко                           |
| Борис Бирман        | Глеб                              |
| Сергей Лосев        | директор музея                    |

## Съёмочная группа
- Производство: ЮНИФОРС, ТВИНДИ
- Режиссёр: Владимир Котт
- Продюсеры: Дина Ким, Евгений Гиндилис
- Сценарист: Леонид Юзефович
- Оператор: Павел Капинос
- Композитор: Антон Силаев
- Художник: Эдуард Орман
- Художник по костюмам: Галина Деева